# Mård Valgardsson
Mård Valgardsson är den störste skurken i Njáls saga. Han gör allt för att trassla in Gunnar på Hlidarende i fejder och är med och dödar denne. När Hogne Gunnarsson och Skarphedin Njálsson sedan är ute och hämnas gör de misstaget att låta honom leva mot ett högt skadestånd.
Senare lurar Mård Skarphedin och hans bröder att döda sin fosterbror Hoskuld hvitanäsgode. Sedan tvingar Mårds släktingar honom att stämma en av Hoskulds hämnande släktingar inför tinget genom att hota med att hans hustru kommer att skilja sig från honom annars.

## Släkt
Mårds far hette Valgard grå och räknade sin härstamning från Harald Hildetand och Ivar Vidfamne. Mor till Mård Valgardsson var Unn, som var dotter till lagmannen Mård giga. Hon är mest känd för sitt tidigare äktenskap med Hrut Herjolvsson. Hon var kusin till Hoskuld hvitanäsgodes far Traen Sigfusson och Gunnars mor Rannveig.
Mård Valgardsson var gift med en kvinna som hette Torkatla och som var dotter till en hövding som hette Gissur vite. Mård och Torkatla hade en dotter som hette Rannveig.